# Ruta de la Casa de Orange
La ruta de la Casa de Orange es una ruta turística que discurre desde Ámsterdam (Países Bajos) a través del centro y norte de Alemania, hasta regresar a Ámsterdam, a lo largo de unos 2400 kilómetros. Une ciudades y regiones caracterizadas por pertenecer durante siglos a la Casa de Orange-Nassau.

## Estados

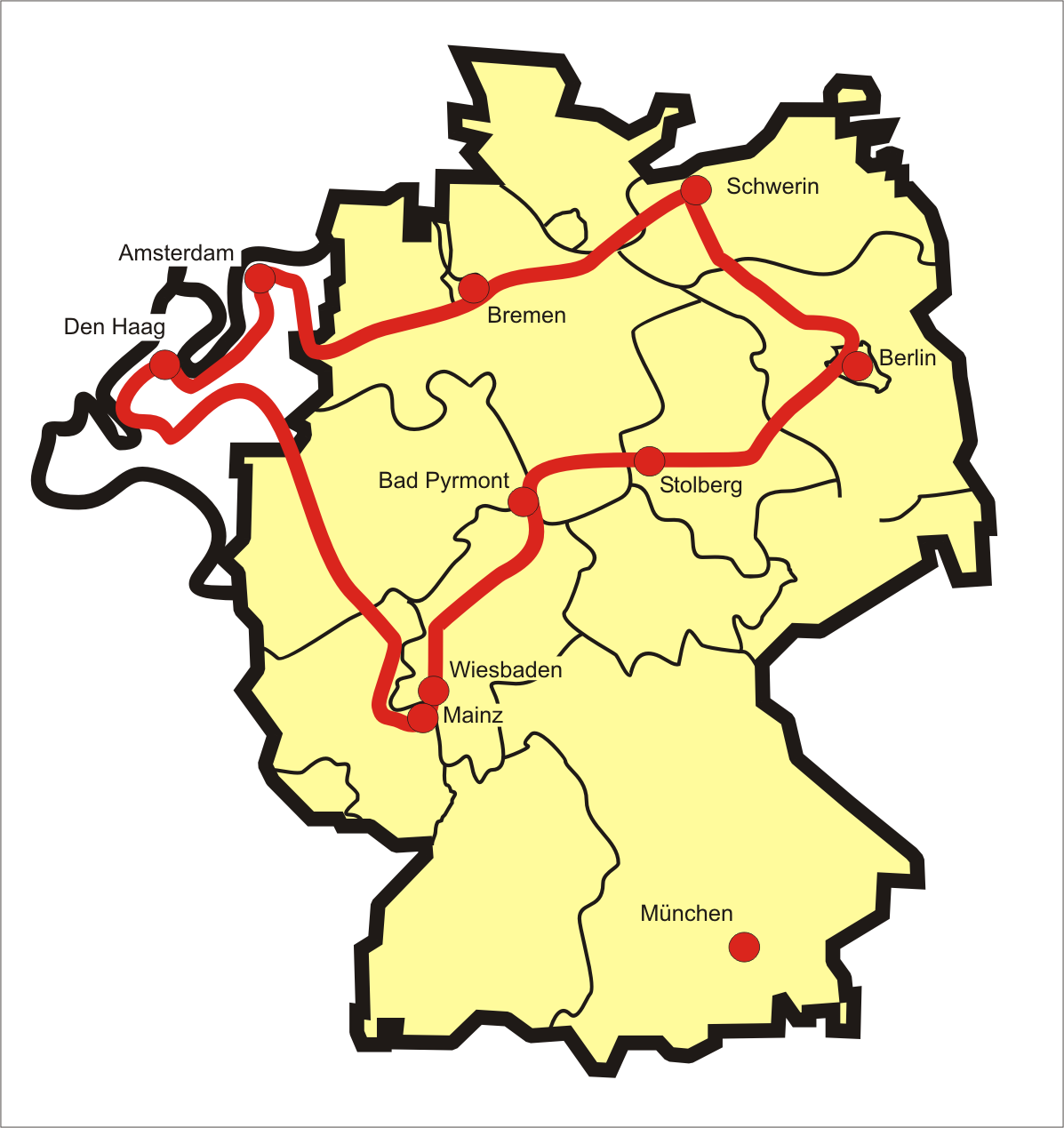
Recorrido de la ruta

La ruta comienza en Países Bajos, de ahí, atraviesa luego los estados alemanes de Renania del Norte-Westfalia, Renania-Palatinado en dirección sur, gira hacia el noreste por Hesse, Baja Sajonia, Sajonia-Anhalt, Brandeburgo y Berlín, donde gira hacia el noroeste a Mecklemburgo-Pomerania Occidental, y finalmente hacia el suroeste por Schleswig-Holstein, de nuevo Baja Sajonia, y Bremen regresando a Países Bajos.